# Eidsdal
Eidsdal est une localité du comté de Møre og Romsdal, en Norvège.

## Géographie
Administrativement, Eidsdal fait partie de la kommune de Norddal.